# Hermanas de la Caridad de Montreal
La Congregación de Hermanas de la Caridad de Montreal (oficialmente en latín: Congregatio Sororum Caritatis Marianopolitana) es un congregación religiosa católica femenina, de vida apostólica y de derecho pontificio, fundada en 1738 por la religiosa canadiense María Margarita de Youville, en Montreal. A las religiosas de este instituto se les conoce también como hermanas grises de Montreal y posponen a sus nombres las siglas S.G.M.

## Historia

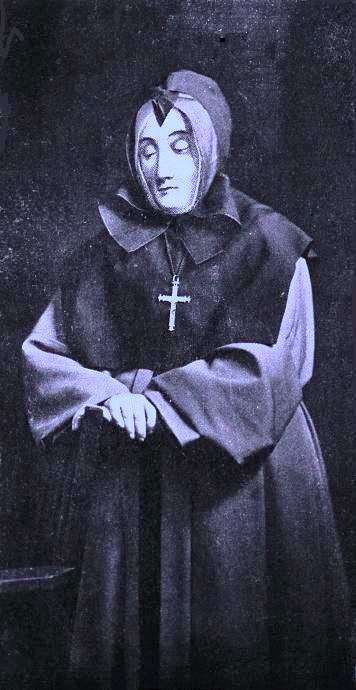
María Margarita de Youville (1701-1771), fundadora de la congregación, es venerada como santa en la Iglesia católica.

La congregación fue fundada en Montreal por la religiosa canadiense María Margarita de Youville. Antes de ser religiosa Margarita había estado casada, pero al enviudar y tras la experiencia de haber acogido en su casa a una anciana ciega, Françoise Auzon, decidió fundar un instituto dedicado a la atención de los ancianos y necesitados, según el modelo de las Hermanas de la Caridad de San Vicente de Paúl. El primer grupo de religiosas estaba formado por Louise Thaumur de La Source, Catherine de Rainville y Catherine Demers tomaron sus votos el 30 de octubre de 1738, considerada la fecha de fundación. Las primeras constituciones fueron escritas por el supilciano Louis Normant du Faradon. Al inicio tuvo muchas dificultades, especialmente por la fama de su difunto esposo, quien era un contrabandista de bebidas alcohólicas. Razón por la cual, a las primeras religiosas del instituto les llamaban burlonamente "hermanas grises", jugando con el término en francés que es un sinónimo de borrachas. El rechazo llegó a tal extremo que en 1745 un grupo de personas incendió su casa. A esto se le sumaba, que en Canadá había una ley que vetaba la fundación de nuevas congregaciones religiosas.
El instituto recibió la aprobación del rey Luis XV de Francia el 3 de junio de 1753. Fue erigida como congregación religiosa de derecho diocesano el 15 de junio de 1755, de parte de Henri-Marie du Breil de Pontbriand, obispo de Quebec. Años más tarde trasladaron la casa general a Montreal. El papa Pío IX elevó el instituto a congregación religiosa de derecho pontificio, mediante decretum laudis del 4 de julio de 1862.
De las hermanas grises se originaron otras congregaciones, hoy independientes, las Hermanas de la Caridad de Saint-Hyacinthe, de Ottawa, de Quebec, de Filadelfia y de Pembroke.

## Organización
La Congregación de Hermanas de la Caridad de Montreal es un instituto religioso de derecho pontificio y centralizado, cuyo gobierno es ejercido por una superiora general. La sede central se encuentra en Montreal (Canadá).
Las hermanas grises viven según el modelo de vida fundado por Vicente de Paúl y se dedican a diversas actividades de pastoral social, especialmente a la atención de centros educativos y acogida para mujeres, huérfanos, ancianos y niños en dificultad. En 2017, el instituto contaba con 277 religiosas y 11 comunidades, presentes en Brasil, Canadá, Colombia y Estados Unidos.